# The Cigarette Duet
 (août 2021).
La mise en forme du texte ne suit pas les recommandations de Wikipédia : il faut le « wikifier ».
Les points d'amélioration suivants sont les cas les plus fréquents. Le détail des points à revoir est peut-être précisé sur la page de discussion.
- Les titres sont pré-formatés par le logiciel. Ils ne sont ni en capitales, ni en gras.
- Le texte ne doit pas être écrit en capitales (les noms de famille non plus), ni en gras, ni en italique, ni en « petit »…
- Le gras n'est utilisé que pour surligner le titre de l'article dans l'introduction, une seule fois.
- L'italique est rarement utilisé : mots en langue étrangère, titres d'œuvres, noms de bateaux, etc.
- Les citations ne sont pas en italique mais en corps de texte normal. Elles sont entourées par des guillemets français : « et ».
- Les listes à puces sont à éviter, des paragraphes rédigés étant largement préférés. Les tableaux sont à réserver à la présentation de données structurées (résultats, etc.).
- Les appels de note de bas de page (petits chiffres en exposant, introduits par l'outil «  Source ») sont à placer entre la fin de phrase et le point final[comme ça].
- Les liens internes (vers d'autres articles de Wikipédia) sont à choisir avec parcimonie. Créez des liens vers des articles approfondissant le sujet. Les termes génériques sans rapport avec le sujet sont à éviter, ainsi que les répétitions de liens vers un même terme.
- Les liens externes sont à placer uniquement dans une section « Liens externes », à la fin de l'article. Ces liens sont à choisir avec parcimonie suivant les règles définies. Si un lien sert de source à l'article, son insertion dans le texte est à faire par les notes de bas de page.
- La présentation des références doit suivre les conventions bibliographiques. Il est recommandé d'utiliser les modèles {{Ouvrage}}, {{Chapitre}}, {{Article}}, {{Lien web}} et/ou {{Bibliographie}}. Le mode d'édition visuel peut mettre en forme automatiquement les références.
- Insérer une infobox (cadre d'informations à droite) n'est pas obligatoire pour parachever la mise en page.

Pour une aide détaillée, merci de consulter Aide:Wikification.
Si vous pensez que ces points ont été résolus, vous pouvez retirer ce bandeau et améliorer la mise en forme d'un autre article.
The Cigarette Duet est une chanson de l'artiste néo-zélandaise Princess Chelsea en collaboration avec Jonathan Bree pour son premier album studio Lil' Golden Book (2011) ; elle apparait dans la 6e piste de l'album. Cette musique a été écrite par Chelsea Nikkel. The Cigarette Duet est sorti comme troisième single de l'album le 9 juin 2011.

## Écriture et enregistrement
La chanson parle d'un couple qui se dispute sur les risques du tabagisme pour la santé. La femme de la chanson est la fumeuse tandis que l'homme essaie de l'encourager à arrêter de fumer. Dans la chanson, on apprend que l'homme était un ancien fumeur, mais qu'il a arrêté plus tard. Les paroles sont souvent comparées à Nancy & Lee avec son dialogue. Dans une interview, elle a déclaré : "Je savais en quelque sorte quand je l'ai écrite que si l'une de mes chansons allait devenir importante, ce serait probablement celle-là qui aurait du succès et elle a fait connaître ma musique à beaucoup de gens."
Un ami nommé "Jamie-Lee " est mentionné dans la chanson, qui écrit plus tard la chanson " No Church On Sunday (en) " pour le deuxième album studio de Princess Chelsea, The Great Cybernetic Depression (en).

## Sortie et critiques
La chanson est sortie le 9 juin 2011 en tant que single avec la face B "Positive Guy Meets Negative Man ". La chanson a gagné en popularité une fois que son clip a été publié. La chanson lui a également permis de figurer dans la liste des "nouveaux groupes du jour" du Guardian. Le clip a été reconnu par la chanteuse/compositrice galloise Marina and the Diamonds (en), ce qui lui a également donné un regain de popularité.
"The Cigarette Duet" a atteint 62 millions de vues sur YouTube, en date de juin 2021. Chelsea a déclaré dans une interview que certaines réponses n'étaient pas tout à fait correctes. "Certaines personnes pensent que Princesse Chelsea est un duo homme/femme parce qu'elles ont regardé le clip YouTube et qu'elles se disent 'Oh oui, c'est plutôt cool. Ils font de la pop des années 60' et je leur réponds 'un peu, mais pas vraiment !'".
La chanson est remarquée pour ses références constantes à 420. Une fois dans la longueur de la chanson, sur la couverture de l'European Tour Edition, et enfin à la fin de la vidéo.

## Clip vidéo
Le clip est la principale raison de la popularité de la chanson. La vidéo est qualifiée de "vidéo anti-musique" par Bree. Le clip a été réalisé par Jonathan Bree et est sorti le 7 juin 2011. Dans une interview, Chelsea a déclaré que la vidéo a nécessité environ 70 prises avant d'être parfaite. Les vingt premières prises montraient Chelsea sans perruque, mais elle a dit qu'elle n'aimait pas ses cheveux. Elle a également déclaré que l'expression "impassible, ennuyé" était vraie car Bree et elle étaient épuisés après toutes les prises.
La vidéo s'ouvre sur Bree et Chelsea, assis tranquillement dans un jacuzzi sur fond tropical. Chelsea porte une courte perruque rose. Elle regarde le thermomètre de la piscine, puis recommence à rester immobile. Lorsque les paroles commencent, le duo entonne la chanson, sans rien bouger d'autre que les lèvres. À la fin du premier couplet, une guitare flotte vers le couple, portant un verre de bière pour Bree et un verre de vin pour Chelsea. À la fin du deuxième couplet, la scène montre Chelsea fumant une cigarette et toussant pendant que Bree nettoie la piscine. À la fin du troisième couplet, la vidéo passe à une scène sous-marine dans laquelle Bree nage tout en essayant de jouer de la guitare électrique. Une silhouette de Chelsea montre alors qu'elle allume et fume une cigarette. Alors que la vidéo revient à la scène de la piscine, la vidéo s'estompe et l'écran affiche "En 2010, plus de 420 couples en Nouvelle-Zélande se sont séparés à cause de problèmes liés à la cigarette".

## Liste des pistes
| 1. | The Cigarette Duet              | 4:20 |
| 2. | Positive Guy Meets Negative Man | 2:06 |

## The Cigarette Duet (European Tour Edition)
The Cigarette Duet (European Tour Edition) est le premier album de Princess Chelsea. Cet album fait suite à la sortie officielle du single de Chelsea "The Cigarette Duet" et comprend une nouvelle chanson et trois autres déjà sorties.
Liste des pistes
| No | Titre                           | Producer(s) | Durée |
| -- | ------------------------------- | ----------- | ----- |
| 1. | The Cigarette Duet              |             | 4:20  |
| 2. | Positive Guy Meets Negative Man |             | 2:06  |
| 3. | Goodnight Little Robot Child    |             | 6:02  |
| 4. | The Cigarette Duet              |             | 3:24  |